# Löwendenkmal (Zürich-Enge)

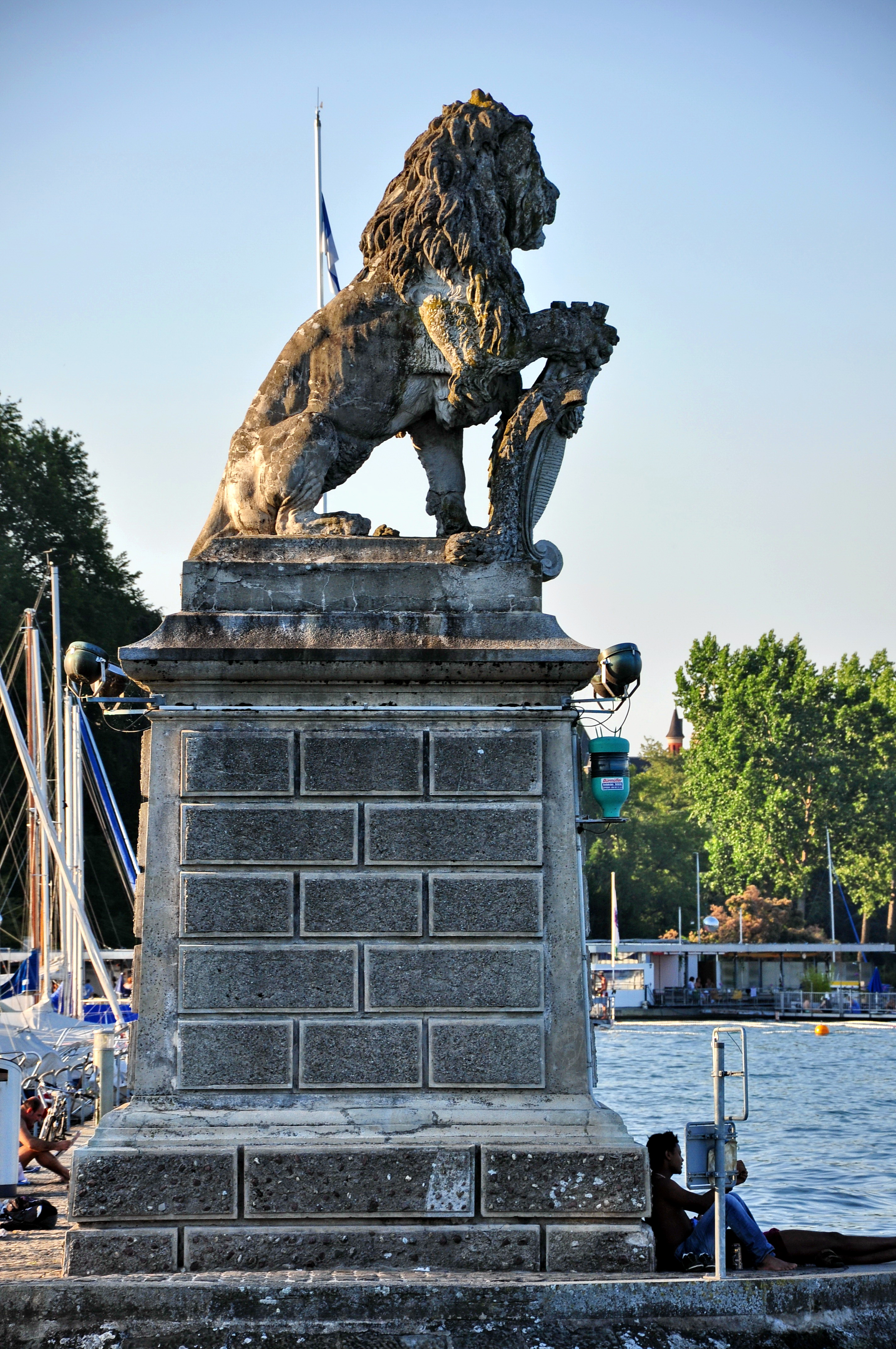
Das Löwendenkmal im Jahr 2010, noch vor der letzten Sanierung

Das Löwendenkmal (offiziell auch einfach Löwe, im Volksmund auch Zürileu «Zürichlöwe») ist eine 1894 von Urs Eggenschwyler geschaffene und 1895 am heutigen Standort aufgestellte Kunststeinplastik auf einem Postament im Hafen Enge in Zürich. Das Denkmal wird im Schweizerischen Kulturgüterschutzinventar als Objekt von regionaler Bedeutung geführt.

## Geschichte
Der Bau der Quaianlagen mit Promenaden, Wiesen und Parks entlang des Zürichsees war 1887 abgeschlossen. Im April 1894 wandte sich ein Zürcher Initiativkomitee mit einem Spendenaufruf an die kunstliebende Öffentlichkeit, um ein noch nicht namentlich genanntes Quai mit einem «monumentalen Löwen als Wappenhalter Zürichs» schmücken zu können. Urs Eggenschwyler hatte hierfür (noch ohne Entlöhnung) bereits ein 40 Zentimeter grosses Modell geschaffen, das in unbestimmter Zukunft in Bronze ausgeführt werden sollte. Die Steinfabrik Zürich hatte sich «in verdankenswerter Weise bereit erklärt, einen Abguss in Kunststein unentgeltlich zu erstellen».
An der vom 15. Juni bis am 15. Oktober 1894 stattfindenden Kantonalen Gewerbeausstellung in Zürich zeigte Eggenschwyler sein Gipsmodell. Im offiziellen Katalog war aber weder vom Quai als angestrebtem Aufstellungsort noch von einem Bronzeguss die Rede, vielmehr wurde in Aussicht gestellt, sein Werk solle «vergrössert» für das Schweizerische Landesmuseum «in Stein ausgeführt» werden. Die Steinfabrik Zürich zeigte an derselben Ausstellung ihre «Reproduktion des grossen Löwen-Modell[s]».

Das Löwendenkmal im Jahr 1906

Das Komitee kaufte vermutlich diese Ausführung mit den Spendengeldern auf und schenkte sie der Stadt Zürich. Der Stadtrat beschloss am 19. Juni 1895, sie auf dem südlichen Dammkopf im Hafen Enge auf einem Postament aufzustellen.
Im Oktober 1971 wurde die Figur umfassend saniert, nachdem ein Stück des Schwanzes abhandengekommen war und sich allenthalben Risse gebildet hatten. 1992 folgte eine weitere Restauration. Dabei wurde die Figur mit einer weissen Schlämme überzogen. Zuletzt wurde die massiv beschädigte Skulptur im August und September 2013, für 90’000 Schweizer Franken, saniert. Sie war von Insekten befallen, von Moos überwuchert, innerlich zerrissen und bröckelte. Schnauze und Schwanz drohten abzufallen. Um den porösen Stein auch weiterhin zu schützen, überzog man ihn erneut mit einer Schlämme, diesmal aber mit grauer Farbe.

## Beschreibung
Das Zürcher Wappen wird seit etwa 1500 fast ausschliesslich mit Löwen als Schildhalter dargestellt, die so zum Symbol der Stadt wurden. Der Bildhauer Urs Eggenschwyler betrieb seit 1891 auf dem Milchbuck im Quartier Unterstrass eine private Menagerie, in der er auch Löwen hielt, die ihm als Studienmaterial dienten. Er fertigte zahlreiche weitere Löwenstatuen, unter anderem für eine Gedenksäule in Sempach, das Bundeshaus in Bern und die Stauffacherbrücke in Zürich.
Das Löwendenkmal in der Enge ist sehr detailliert ausgestaltet, man sieht sogar die Struktur der Wirbelsäule, die Ansätze der Schnauzhaare und die Fellfalten an den Hinterbeinen. In seiner rechten Pranke hält der Löwe das Wappen. Das Postament ist gut vier Meter hoch.
Anders als etwa das Luzerner Löwendenkmal dient der Zürcher Löwe rein repräsentativen Zwecken und nicht der Erinnerung an ein spezifisches Ereignis oder eine Person. Die Bezeichnung «Denkmal» ergibt sich aus dem Denkmalschutz.